# Glyphognathus laevis
Glyphognathus laevis är en stekelart som först beskrevs av Vittorio Luigi Delucchi 1953.  Glyphognathus laevis ingår i släktet Glyphognathus och familjen puppglanssteklar. Arten är reproducerande i Sverige. Inga underarter finns listade i Catalogue of Life.